# Čedomir Jovanović
Pour les articles homonymes, voir Jovanović.
Čedomir Jovanović (en serbe cyrillique : Чедомир Jовановић), connu aussi sous le diminutif de Čeda, né le 13 avril 1971 à Belgrade, est un homme politique serbe. Il est président du Parti libéral-démocrate (LDP) et président du groupe parlementaire du LDP à l'Assemblée nationale de la république de Serbie,.

## Origines et études
Čedomir Jovanović naît le 13 avril 1971 à Belgrade dans une famille de la classe moyenne. Son père, Jovica, est architecte et sa mère, Milena Mršić, est également économiste. Čedomir Jovanović grandit à Novi Beograd, une des municipalités constituant la capitale serbe.
Il termine ses études élémentaires à l'école Ivan Gundulić. Il commence ses études secondaires au Neuvième lycée de Belgrade et les poursuit au Troisième lycée d'économie, dont il sort diplômé. Il s'inscrit alors à la faculté d'économie de l'université de Belgrade puis, après quelques semaines de cours, il choisit de poursuivre ses études supérieures à la Faculté des arts dramatiques (FDU) de l'université des arts de Belgrade ; en 1998, il obtient un diplôme en dramaturgie. Pendant ses études, il travaille en tant que journaliste pour plusieurs périodiques, radios ou chaînes de télévision de Belgrade.

## Débuts en politique
Jovanović s'engage en politique lors des manifestations de 1996-1997 contre Slobodan Milošević ; il est l'un des chefs et l'une des personnalités emblématiques du mouvement de protestation,. Certaines jeunes femmes portent même des badges où l'on peut lire : Čedo, oženi me ! (« Čeda, épouse moi ! »). À cause de son engagement et de sa notoriété, il est plusieurs fois arrêté et interrogé par la police[citation nécessaire].
Au cours des trois mois de manifestation, Čedomir Jovanović se rapproche du Parti démocratique (DS) et de son chef d'alors Zoran Đinđić. Après les manifestations, avec plusieurs autres étudiants dont Čedomir Antić, Igor Žeželj, Vladimir Dobrosavljević et Aleksandar Ćirić, il fonde une organisation appelée le Club politique des étudiants (Studentski politički klub, SPK). À l'époque, il décrit le SPK comme « une organisation politique dont le but est de progresser au-delà des manifestations d'étudiants ». Le SPK mène une campagne de boycott des élections législatives de 1997. En revanche, le SPK disparaît rapidement et la quasi-totalité de ses membres rejoint le Parti démocratique en 1998. Au sein du DS, Jovanović voit son influence progressivement grandir et il devient vice-président du parti en octobre 2001.

## Dans la majorité: 2000-2003
À la suite des élections législatives du 23 décembre 2000, Čedomir Jovanović est élu député à l'Assemblée nationale sur la liste de l'Opposition démocratique de Serbie (DOS) ; de janvier 2001 à mars 2003, il est président du groupe parlementaire du DOS ; il est alors le plus jeune homme politique de l'histoire de la Serbie à avoir occupé une telle position.
Le 31 mars 2001, les forces spéciales de la police, mandatées par la justice serbe, font irruption dans la Vila Mir où vit Slobodan Milošević et tentent de l'arrêter. Sur place, Jovanović négocie avec l'ancien président yougoslave et le convainc de se rendre pacifiquement ; il participe ainsi à l'arrestation de Milošević.
Après l'assassinat du premier ministre Zoran Đinđić le 12 mars 2003, Jovanović devient vice-premier ministre dans le gouvernement de Zoran Živković ; il est chargé de l'intégration européenne et de la coordination des réformes ; il contribue également à harmoniser les relations entre la Serbie et le Monténégro.
Impliqué dans un certain nombre de scandales politiques[réf. nécessaire], il est marginalisé par le Parti démocratique désormais présidé par Boris Tadić et ne figure pas sur la liste pour les élections législatives de décembre 2003.

## Dans l'opposition

### Rupture avec le DS et fondation du LDP
Le 23 février 2004, Čedomir Jovanović s'oppose en réunion à Boris Tadić à propos de son alliance avec Vojislav Koštunica. Le 3 mars, Koštunica devient président du gouvernement serbe. Le 17 mars, Jovanović fonde le Centre pour une politique moderne (Centar za modernu politiku, CMP), une organisation non gouvernementale qui a pour but de promouvoir la mise en place d'une démocratie parlementaire efficace et la protection des droits de l'Homme et des libertés fondamentales. À la suite de l'élection présidentielle des 13 et 27 juin, Tadić est élu président de la République.
Le 4 octobre 2004, Jovanović adresse une lettre ouverte au président Tadić ; il y affirme notamment : « Nous n'avons plus Milošević mais nous avons son alter ego, Vojislav Koštunica ». Tadić ne mentionne pas cette lettre publiquement mais, interrogé à ce sujet dans l'émission politique Utisak nedelje, il admet qu'il na pas vraiment pris la peine de la lire et ajoute : « Quand on écrit une lettre, prétendument à moi, et qu'on vérifie d'abord qu'elle sera publiée dans les journaux, il ne s'agit pas réellement d'une lettre mais d'un manifeste politique ».
Le 24 novembre 2004, il demande l'autorisation de former un courant libéral-démocrate au sein du DS et, le 3 décembre, il est exclu du parti.
Dans les mois suivant son exclusion, Čedomir Jovanović donne de nombreuses interviews où il s'en prend à Vojislav Koštunica et à son gouvernement. Il critique également à plusieurs reprises l'Église orthodoxe serbe, en la qualifiant de malhonnête, rétrograde et dogmatique, et lui reproche son intervention dans la vie politique du pays. En juillet 2005, il publie un livre intitulé Moj sukob sa prošlošću (Ma confrontation avec le passé). Au cours de la même période, il se prononce en faveur de l'indépendance du Kosovo, ce qui fait de lui le seul politicien serbe à prendre cette position et lui attire la sympathie de nombreux Albanais[réf. nécessaire].
Finalement, le 5 novembre 2005, Jovanović et ses partisans fondent le Parti libéral-démocrate (LDP), dont il est élu président.

### Président du LDP

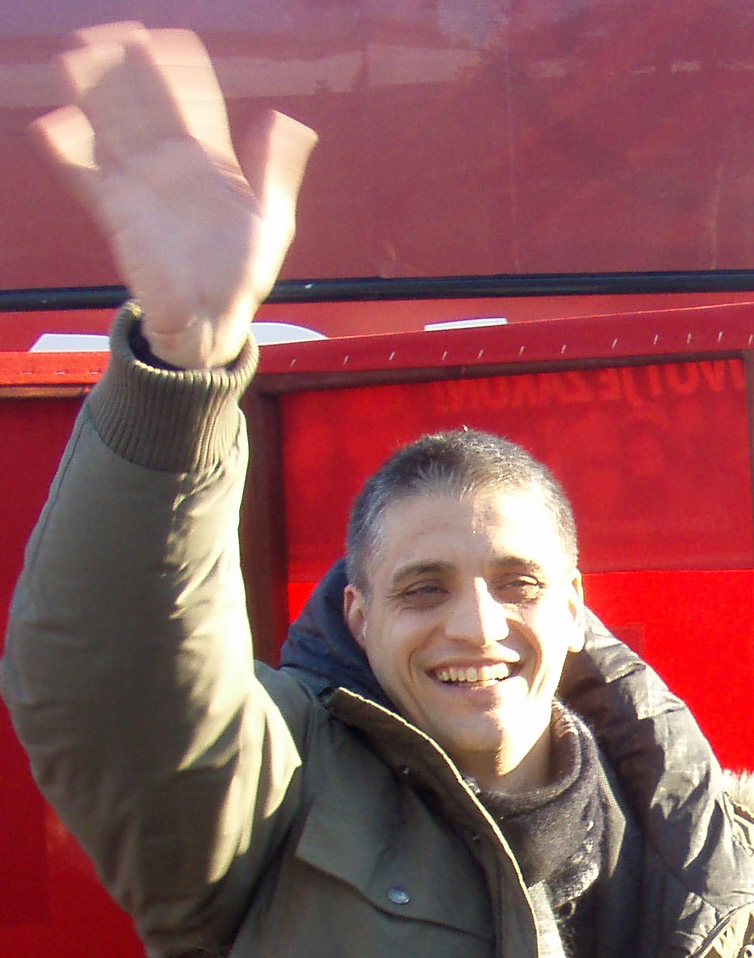
Čedomir Jovanović en 2008

Pour les élections législatives du 21 janvier 2007, le Parti libéral-démocrate forme une coalition avec l'Alliance civique de Serbie (GSS), la Ligue des sociaux-démocrates de Voïvodine (LSV) et l’Union sociale-démocrate (SDU). La coalition remporte 5,31 % des suffrages et obtient 15 sièges sur 250 à l'Assemblée nationale, ce qui vaut à Čedomir Jovanović d'être élu député à l'Assemblée.
Čedomir Jovanović se présente lui-même à l'élection présidentielle serbe de 2008 et 2012,, où il est soutenu par l'Union sociale-démocrate, le Parti démocrate-chrétien de Serbie (DHSS), le Parti croate bunjevac-šokac et le Parti de Voïvodine (VP). Il a comme slogan « La loi de la vie » (Живот је закон !). Il obtient 219 689 voix, soit 5,34 % des suffrages exprimés. Parmi les candidats à cette élection, il est le seul candidat à se prononcer en faveur de l'indépendance du Kosovo. Il est également le représentant d'une politique pro-américaine et atlantiste en Serbie et soutient l'adhésion du pays à l'OTAN, qui lui vaudra d'obtenir en 2010 le prix de la personnalité Euro-atlantique de l’année 2009. Aux élections législatives anticipées de la même année, le parti présente une liste de 250 candidats. Il obtient 216 902 voix, soit 5,24 % des suffrages, et envoie 13 représentants à l'Assemblée ; Čedomir Jovanović est réélu député.
Pour les élections générales de 2012 en Serbie, Čedomir Jovanović forme la coalition politique Preokret, et se présente à l'élection présidentielle, où il obtient 5,03 % des voix. Aux élections législatives, la coalition obtient 6,53 % des suffrages et 19 députés, ce qui vaut à Jovanović d'être élu une nouvelle fois à l'Assemblée.
À l'assemblée, il est président du groupe parlementaire du LDP. Il participe aux travaux de la Commission des questions constitutionnelles et législatives et est membre de la délégation serbe à l'Assemblée parlementaire du Conseil de l'Europe.

## Vie privée
Čedomir Jovanović est marié et père de quatre enfants. Il a reçu à plusieurs reprises des menaces de mort à cause  de son engagement politique notamment à cause de son soutien à l'indépendance du Kosovo. En 2001, il a survécu à une tentative d'assassinat lorsqu'une bombe a été activée dans sa voiture. Il vit depuis sous protection policière lui et sa famille.